# Хронологическая таблица по истории Тонги
На этой странице представлена хронологическая таблица по истории Тонги. Более подробная информация находится на статье История Тонги.
Эта хронологическая таблица не закончена; некоторые важные события могут быть не упомянуты. Если Вы знаете о подобных событиях, пожалуйста, поместите о них информацию.

## До XVII века
| Год                | Дата | События |
| ------------------ | ---- | --- |
| ок. 800 г. до н.э. |      | Заселение островов Тонга представителями культуры лапита. |
| начало X века      |      | Ахоэиту основывает Тонганскую империю, ставшую впоследствии крупнейшей доевропейской колониальной империей Океании.                                                                       |
| XI век             |      | В состав Тонганской империи при правлении туи-тонга Момо входят острова Самоа и часть Фиджи.                                                                                              |
| XII век            |      | Столицей Тонганской империи становится Муа. |
| XIII век           |      | Во время правления туи-тонга Туитатуи построен каменный трилитон Хаамонга-а-Мауи. |
| ок. 1250           |      | Восстание на островах Самоа. Основание самостоятельной самоанской династии Малиетоа. Начало упадка Тонганской империи.                                                                    |
| ок. 1470           |      | Тонганцы уходят с островов Увеа и Футуна. Реформа власти, в результате которой главную роль в управлении государством стали играть заместители туи-тонга, носившие титул туи-хаатакалауа. |

## XVII век
| Год      | Дата         | События                                                                                        |
| -------- | ------------ | ---------------------------------------------------------------------------------------------- |
| ок. 1600 |              | Зарождение династии туи-канокуполу.                                                            |
| 1616     | 21—23 апреля | Голландские путешественники Виллем Схаутен и Якоб Лемер открыли острова Тафахи и Ниуатопутапу. |
| 1616     | 24 апреля    | Голландские путешественники Виллем Схаутен и Якоб Лемер открыли остров Ниуафооу.               |
| 1643     | 21 апреля    | Голландский путешественник Абел Тасман открыл острова Эуа, Тонгатапу и Номука.                 |

## XVIII век
| Год              | Дата | События |
| ---------------- | ---- | --- |
| 1767             |      | Британский путешественник Самюэл Уоллис посетил острова Ниуатопутапу.                                                     |
| 1773, 1774, 1777 |      | Визит на острова британского путешественника Джеймса Кука, который назвал их «Островами Дружбы».                          |
| 1781             |      | Испанский мореплаватель Франсиско Морелль открыл острова Вавау.                                                           |
| 1782             |      | От власти отказывается король Туихалафатаи и переезжает на острова Фиджи.                                                 |
| 1787             |      | Французский мореплаватель Жан-Франсуа де Лаперуз высадился на острове Ниуатопутапу.                                       |
| 1793             |      | С престола свергнута первая женщина с титулом туи-канокуполу, Тупоумохеофо. К власти приходит её двоюродный брат Тукуахо. |
| 1797             |      | На острова Тонга прибывают первые христианские миссионеры из Лондонского миссионерского общества.                         |
| 1799             |      | Убит туи-канокуполу Тукуахо. Начало гражданской войны.                                                                    |

## XIX век
| Год       | Дата | Событие |
| --------- | ---- | --- |
| 1806—1810 |      | Годы проживания на островах путешественника Уильяма Маринера.                                                                                |
| 1807      |      | Осада Нукуалофы представителем династии Финау Улукалала, вождём островов Вавау.                                                              |
| 1808      |      | После девяти лет междуцарствия новым туи-канокуполу становится Тупоумалохи. Однако менее чем через год он покидает престол.                  |
| 1820      |      | Власть захватывает Алеамотуа. |
| 1822      |      | На острова Тонга прибывает миссионер Уолтер Лори, который собирается восстановить миссию уэслийских методистов.                              |
| 1826      |      | Алеамотуа принимает христианство и разрешает поселиться на Тонгатапу уэслийским методистам. Тауфаахау становится правителем островов Хаапай. |
| 1831      |      | Тауфаахау провозглашает себя «Королём Тонги Джорджем Тупоу I».                                                                               |
| 1837      |      | Гражданская война на острове Тонгатапу между христианами и язычниками.                                                                       |
| 1839      |      | Тауфаахау издаёт Свод Вавау — первый письменный закон на островах Тонга.                                                                     |
| 1842      |      | На островах Тонга высадились первые католические миссионеры.                                                                                 |
| 1844      |      | Тауфаахау обращается к британской королеве Виктории с просьбой о защите от Франции.                                                          |
| 1845      |      | Тауфаахау завершает объединение страны. Основание современного Королевства Тонга.                                                            |
| 1851      |      | Нукуалофа становится столицей государства (официально это закреплено конституцией 1875 года). Бывшая столица постепенно покидается жителями. |
| 1855      |      | Договор о дружбе с Францией. |
| 1875      |      | Король Джордж Тупоу I провозглашает Тонгу конституционной монархией. Принятие конституции Тонги.                                             |
| 1876      |      | Договор о дружбе с Германской империей. |
| 1879      |      | Договор о дружбе с Британской империей. |
| 1880      |      | Миссионер Ширли Бейкер назначен премьер-министром Тонги.                                                                                     |
| 1885      |      | Король Джордж Тупоу I и Ширли Бейкер учреждают Свободную церковь Тонги.                                                                      |
| 1886      |      | Договор о дружбе с США. |
| 1890      |      | Ширли Бейкер бежал из страны после начала гонений на уэслийских методистов и попытки покушения.                                              |
| 1893      |      | Смерть Джорджа Тупоу I. Новым королём становится Джордж Тупоу II.                                                                            |

## XX век
| Год  | Дата | Событие |
| ---- | ---- | --- |
| 1900 |      | Подписание Договора о дружбе с Британией. Королевство Тонга становится британским протекторатом при сохранении самоуправления и королевской власти. |
| 1905 |      | Дополнительное соглашение с Британией, усилившее контроль со стороны британского правительства.                                                     |
| 1918 |      | Смерть Джорджа Тупоу II. Престол занимает королева Салоте Тупоу III.                                                                                |
| 1924 |      | Королева Салоте объединяет разделённую тонганскую церковь, однако откалывается Церковь Тонги.                                                       |
| 1927 |      | Закон об образовании. |
| 1942 |      | На острова Тонга прибыли военные США для защиты от возможного нападения со стороны Японии.                                                          |
| 1946 |      | Крупное вулканическое извержение на острове Ниуафооу. В Тонге впервые появилось воздушное сообщение, связавшее Королевство с Самоа и Фиджи.         |
| 1951 |      | Тонганским женщинам предоставлены избирательные права.                                                                                              |
| 1961 |      | В Тонге начала работу первая радиостанция. |
| 1965 |      | Смерть Салоте Тупоу III. Престол наследует Тауфаахау Тупоу IV.                                                                                      |
| 1970 |      | Королевство Тонга получило независимость от Британии. Вхождение страны в Содружество наций.                                                         |
| 1974 |      | Учреждён центральный банк Королевства — Банк Тонги.                                                                                                 |
| 1999 |      | Тонга становится членом ООН. |

## XXI век
| Год  | Дата        | Событие                                                                                  |
| ---- | ----------- | ---------------------------------------------------------------------------------------- |
| 2006 | 30 марта    | Впервые премьер-министром страны назначен представитель незнатного рода — Фелети Севеле. |
| 2006 | 11 сентября | Смерть Тауфаахау Тупоу IV. Королём становится Джордж Тупоу V.                            |
| 2006 | 16 ноября   | Мятежи в Нукуалофа с требованием проведения демократических преобразований в стране.     |